# Seznam irskih slikarjev
Seznam irskih slikarjev.

## B
- Francis Bacon (slikar)
- Robert Ballagh
- John James Barralet
- George Barret
- James Barry (slikar)
- Pauline Bewick
- Brian Bourke
- Charles Brady (umetnik)
- Louis le Brocquy
- Christy Brown
- Colleen Browning
- Frederick William Burton

## C
- Barrie Cooke
- William Crozier (umetnik)

## D
- Francis Danby

## E
- Felim Egan
- Alfred Elmore

## F
- Jim Fitzpatrick (umetnik)
- William Percy French

## G
- Norman Garstin

## H
- Alice Hanratty
- Gottfried Helnwein
- Mary Balfour Herbert
- Nathaniel Hill
- Nathaniel Hone starejši
- Nathaniel Hone mlajši
- Evie Hone
- Nathaniel Hone
- Thomas Hovenden

## I
- Patrick Ireland

## J
- Mainie Jellett
- Charles Jervas

## K
- Paul Kane
- Seán Keating
- Frances Kelly
- Cecil King
- John Kingerlee

## L
- John Lavery
- Samuel Lover

## M
- Daniel Maclise
- Anne Madden
- Alice Maher
- Sheila McClean
- Michael Mulcahy
- William Mulready

## O
- Roderic O'Conor
- Tony O'Malley
- Frank O'Meara
- William Orpen

## P
- George Petrie
- Sarah Purser
- Patrick Pye

## R
- Nano Reid

## S
- Patrick Scott
- Sean Scully
- Camille Souter

## T
- Henry Jones Thaddeus

## W
- Francis Wheatley (slikar)

## Y
- Anne Yeats
- Jack Butler Yeats
- John Butler Yeats